# Винички мајдани камена
Винички мајдани камена налазе се двадесетак километара северозападно од Новог Пазара, у атару села Попе. Камен вулканског порекла трахит експлоатисан је из широких лежишта на брду Виник још од средњег века.

## Особености камена
Ружичасти и зеленкасти винички камен, познат по комерцијалном називу трахит, по саставу је андезитска лава. Погодне је тврдоће, која се повећава губљењем мајданске влаге. Због шупљина и зрнасте стуктуре није погодан за глачање и финију обраду.

## Употреба
Винички трахит коришћен је за израду појединих архитектонских елемента за Цркву Светих Петра и Павла, Ђурђеве Ступове, Сопоћане, изградњу џамија у Новом Пазара и израду православних и муслиманских надгробних споменика. Од виничког камена махом су израђивани масивни крстати надгробници по гробљима у околини Новог Пазара и Дежеве, нарочито између Дежевске и Људске реке. Због отпорности према хабању, винички трахит данас се највише користи за поплочавање тргова и израду плочника, а у мањој мери и за облагање фасада.